# Abasár
Abasár község az Észak-Magyarország régióban, Heves vármegyében, a Gyöngyösi járásban. A Mátrai borvidék meghatározó települése. Itt van Magyarország legmagasabban fekvő szőlőtermesztő vidéke, a Sár-hegy.

## Fekvése
A Keleti-Mátraalján, a Sár-hegy lejtőjén, a Bene-patak völgyében  fekszik, Budapesttől 90, Gyöngyöstől 8 kilométerre északkeletre.

## Megközelítése
Csak közúton érhető el, a 2416-os és a 2419-es úton, melyek találkozásánál fekszik. Visontával a 24 145-ös út köti össze. A közúti tömegközlekedést a Volánbusz autóbuszai biztosítják.

## Története

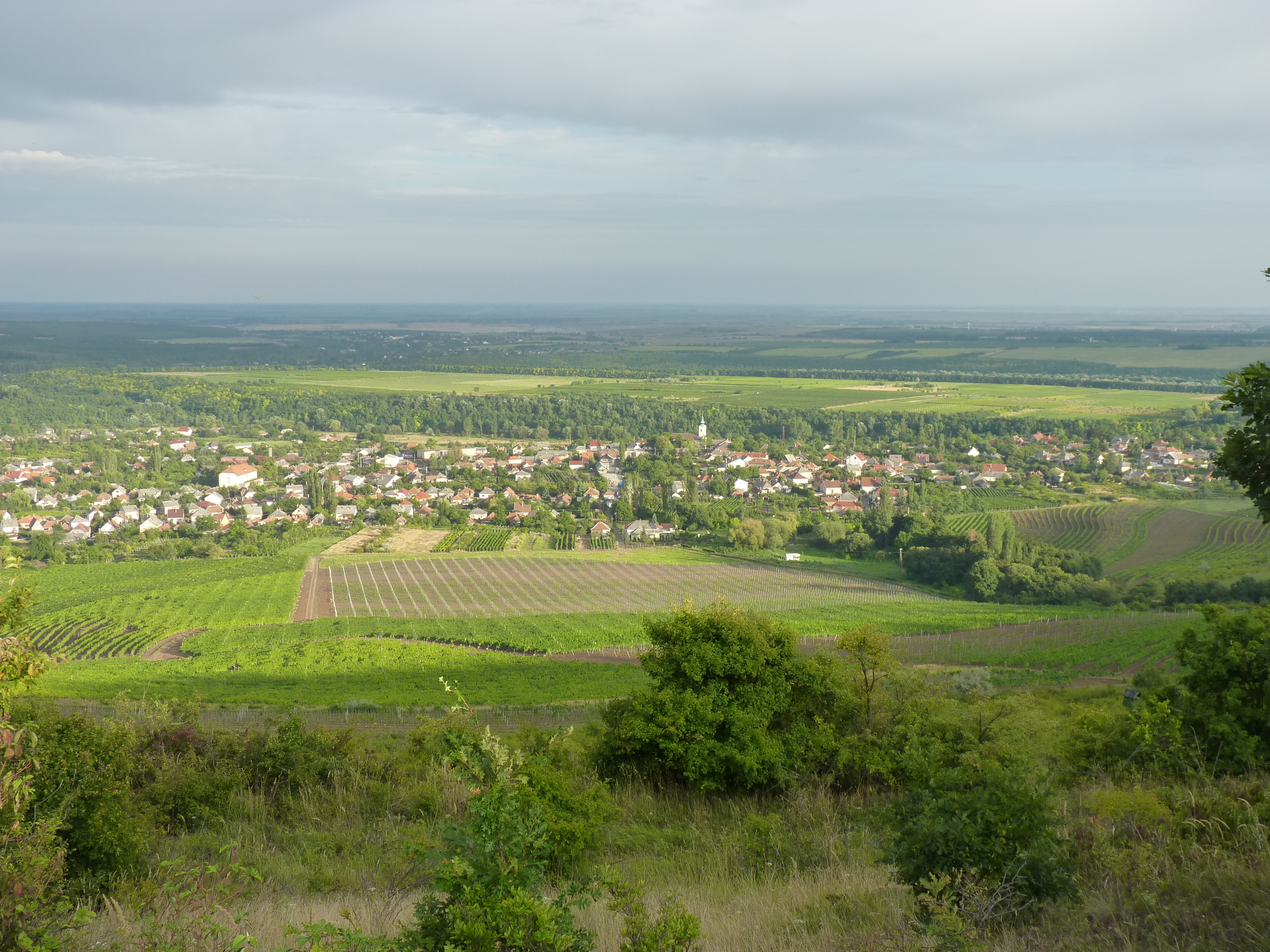
Abasár és környéke látképe

A környék már i. e. 2500 körül lakott volt. A település eredeti, Saár nevét őrző legrégibb írás 1261-ből maradt fenn. Egészen 1522-ig az Aba nemzetség birtoka volt, amely I. Istvántól kapta ezt a területet. Magát a falut Csaba nádor és fia, a későbbi király, Sámuel alapították. Aba Sámuel monostort is alapított itt, s 1044-ben őt magát is abban temették el. A falu a 14. században a Csobánka család tulajdonába került, majd a Kompolthy családé lett, akiktől 1552-ben került az guthi Országh család birtokába.
Abasár fejlődése a török időkben megtorpant, s csak a 18. századtól indult újra virágzásnak. 1848-ig zsellérfalu volt. A 19. századig a lakók főként szőlőtermesztéssel foglalkoztak, és sokan közülük mind a mai napig szőlőoltvány-, és bortermelésből élnek.
A település neve 1901-től Abasár. 1950-ben egyesítették a tőle északra fekvő Pálosvörösmart településsel, de 2006. október 1-én a két falu ismét különvált.

### Népcsoportok
2001-ben a település lakosságának közel 100%-a magyar nemzetiségűnek vallotta magát.

## Közélete

### Polgármesterei
- 1990–1994: Juhász Béla (független)[4]
- 1994–1998: Juhász Béla (KDNP)[5]
- 1998–2002: Dér Ferenc (független)[6]
- 2002–2006: Dr. Lénártné Benei Anikó (MSZP-SZDSZ)[7]
- 2006–2010: Dr. Lénártné Benei Anikó (MSZP-SZDSZ)[8]
- 2010–2014: Dr. Lénártné Benei Anikó (független)[9]
- 2014–2019: Dr. Lénártné Benei Anikó (független)[10]
- 2019–2024: Kazsu Attila (független)[11]
- 2024– : Kazsu Attila (független)[1]

A településen az 1998. október 18-án megtartott önkormányzati választás érdekessége volt, hogy az országos átlagot jóval meghaladó számú, összesen 9 jelölt indult a polgármesteri posztért. Ilyen nagy számú jelöltre abban az évben az egész országban csak két másik település (Esztergom és Magyarhertelend) lakói szavazhattak, ennél több, 10 illetve 12 aspiránsra pedig csak egy-egy további településen, Nyírtasson és Hatvanban akadt példa.

## Egyházi közigazgatás

### Római katolikus egyház
Az Egri főegyházmegye Székesegyházi Főesperességének Gyöngyös-Adácsi Esperesi Kerületébe tartozik. Önálló plébániával rendelkezik. Leányegyházként Pálosvörösmart tartozik hozzá.

### Református egyház
A Dunamelléki Református Egyházkerület (püspökség) Északpesti Református Egyházmegye (esperesség) gyöngyösi anyaegyházához tartozik szórványként.

## Népesség
A település népességének változása:
| Lakosok száma | 2567 | 2537 | 2538 | 2541 | 2527 | 2498 | 2470 |
|               | 2013 | 2014 | 2015 | 2021 | 2022 | 2023 | 2024 |

A 2011-es népszámlálás során a lakosok 84,4%-a magyarnak, 0,2% cigánynak mondta magát (15,6% nem nyilatkozott; a kettős identitások miatt a végösszeg nagyobb lehet 100%-nál). A vallási megoszlás a következő volt: római katolikus 58,3%, református 4%, evangélikus 0,4%, görögkatolikus 0,3%, felekezeten kívüli 11,5% (24,8% nem nyilatkozott).
2022-ben a lakosság 87,2%-a vallotta magát magyarnak, 0,5% cigánynak, 0,2% ukránnak, 0,2% románnak, 0,1-0,1% lengyelnek, görögnek, németnek, ruszinnak és szlováknak, 2,5% egyéb, nem hazai nemzetiségűnek (12,5% nem nyilatkozott; a kettős identitások miatt a végösszeg nagyobb lehet 100%-nál). Vallásuk szerint 39,2% volt római katolikus, 2,8% református, 0,5% görög katolikus, 0,1% evangélikus, 1% egyéb keresztény, 0,8% egyéb katolikus, 13,1% felekezeten kívüli (42% nem válaszolt).

## Természeti értékek
- Sár-hegy: 497 m magas. A hegy természetvédelmi terület, a Bükki Nemzeti Parkhoz tartozik. Dél felé nyitott, vulkanikus eredetű hegy, amelynek déli lejtőit az alföldi tájakról idáig felnyúló löszös talaj fedi. Mikroklímájának és földrajzi fekvésének köszönhetően természetes növény- és állatvilága igen gazdag – az alföldi és a középhegységi fajok egyaránt otthon érzik magukat. A hegy legjelentősebb természeti értékei a szőlősök által nem háborgatott tetőn és az északi oldalon találhatók, különösen a Szent Anna-tó környékén. A náddal, harmatkásával borított tó ritka növénye a bánáti sás és a buglyos boglárka, de a hegy legnagyobb természeti értéke a tavaszi hérics, a leánykökörcsin, az atracél, a kígyószisz, valamint több nőszirom- és kosborfaj. Gazdag a hegy lepkefaunája is: farkasalmalepke, bagoly- és medvelepkék.
- Szent Anna-tó: vulkáni kráterben alakult ki.

## Látnivalók

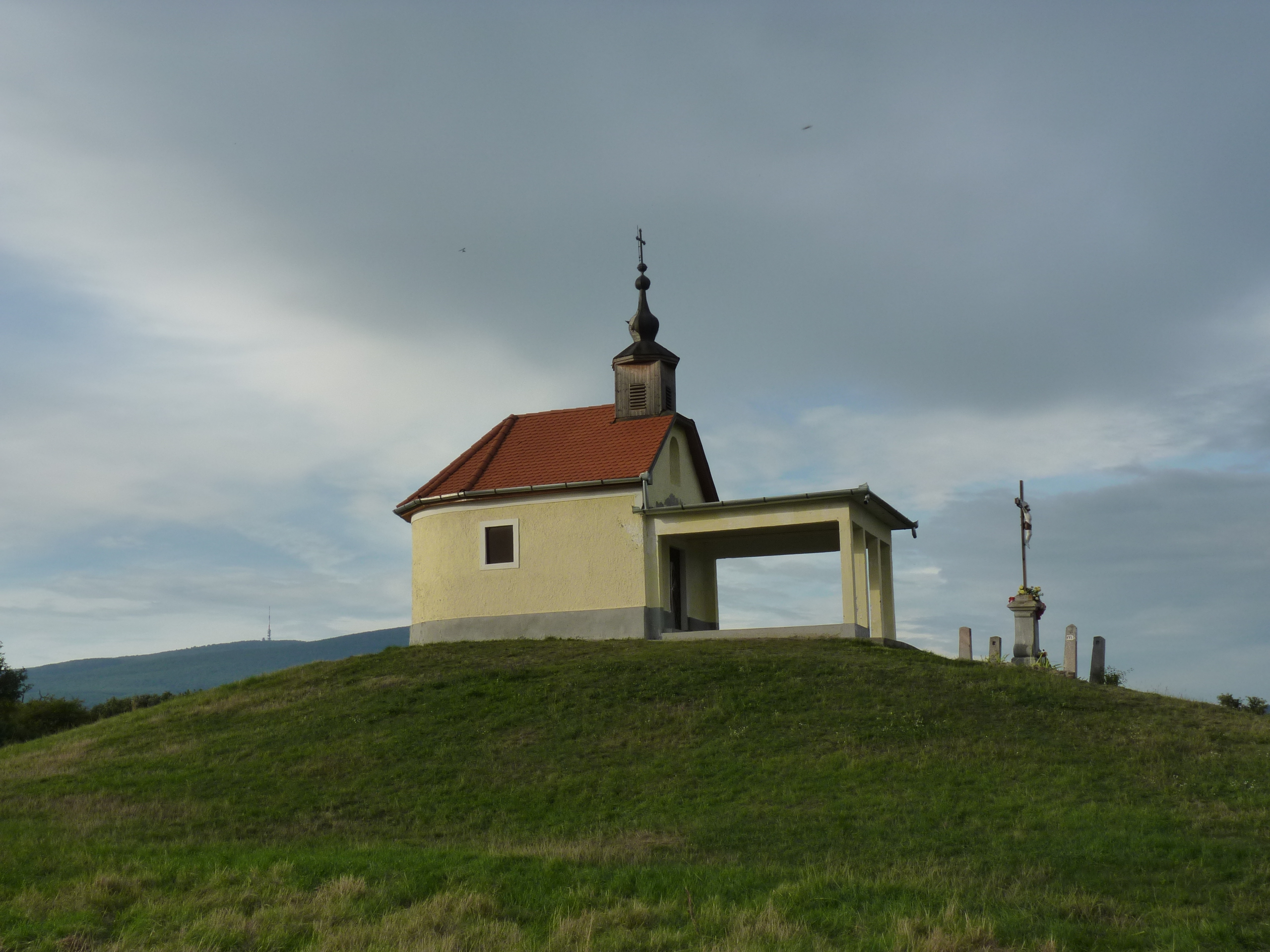
Szent Anna-kápolna

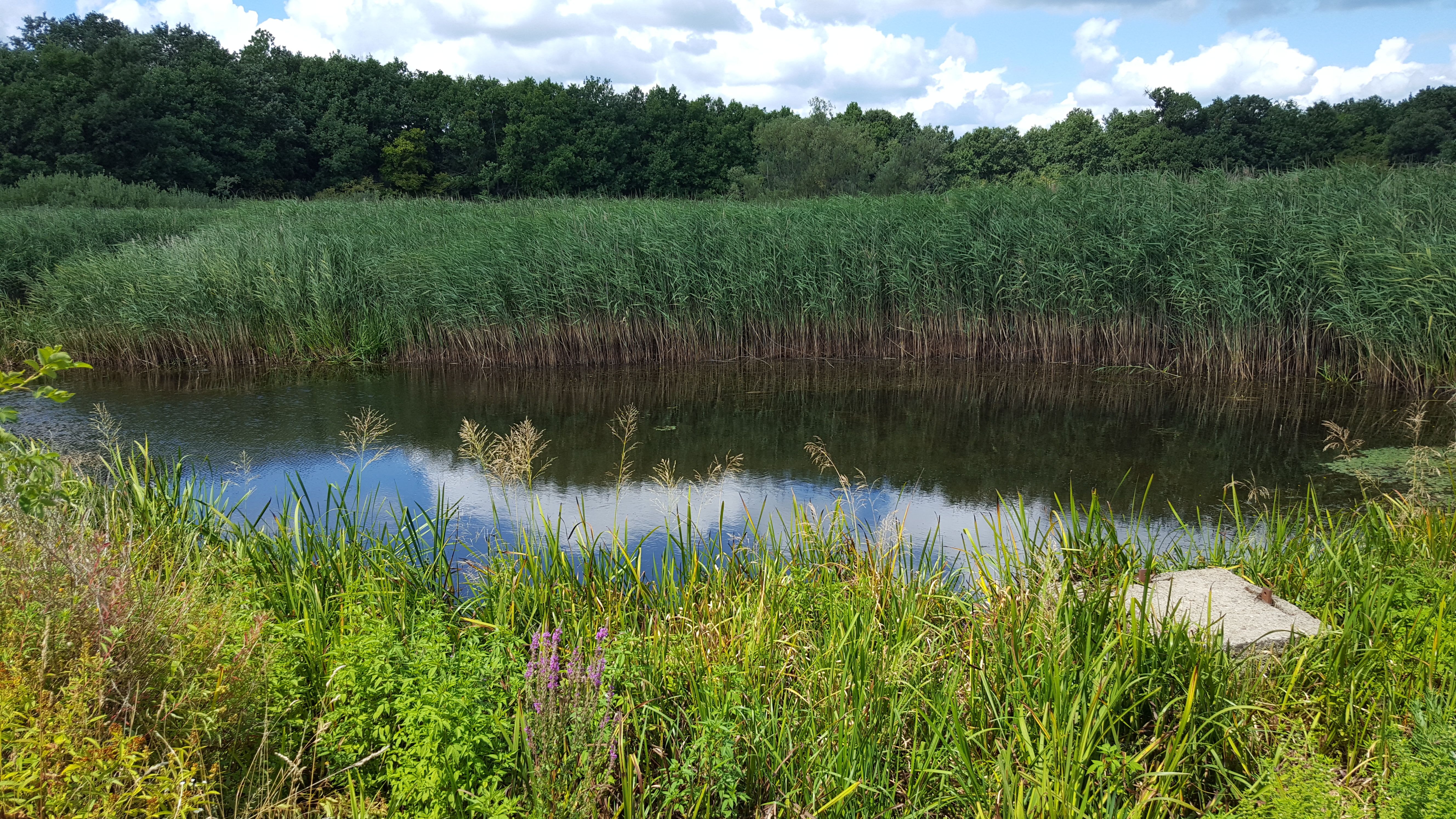
Sár-hegyi tó, a Szent Anna-kápolna mellett

- Baldácsy-kastély: a 18. század végén épült.
- A monda szerint a mai Borozó pincelejáratában volt egykor Aba Sámuel sírja. A pince bejáratánál és a nyitott sírgödör fölött márvány emléktábla áll, amelyet 1773-ban báró Haller Sámuel készíttetett.
- Római katolikus templom: védőszentjei: Szent Péter és Pál. Középkori eredetű épület, de 1731-ben barokk stílusban átépítették. Belsejét Thury Gyula freskói díszítik, üvegablakait Szilágyi András készítette 1995-ben.
- Lourdes-i barlang.
- Kőkereszt.
- Aba Sámuel szobra: a római katolikus templom előtt áll. 1984-ben készült. Életnagyságú bronzszobor, amelyet egy helyi lakos állított.
- Pincesorok: a legrégebbi a kora középkori eredetű Kővágó-pincesor, amely a mai Fő úton található.
- Szent László szobra.
- Szent János-kápolna: 1746-ban épült.
- Nepomuki Szent János-kápolna: 1756-ban épült.
- Emlékmű "Az ötmillió meg nem született magyarnak": 1991-ben készült.
- Világháborús emlékmű.
- Kapásház: 18. századi nádfedeles vályogház. Régészeti és helytörténeti kiállítás látható benne.
- Szent Anna-kápolna a Sár-hegyen: 1745-ben épült.
- Kápolnarom: A Sár-hegyen láthatók az egykori Szent Petronella-kápolna maradványai.
- Az 1952. évben épített abasári laktanyában 1996-ig voltak katonák. Jelenleg átépítés alatt van, de volt "lakói", az obsitos katonák mind a mai napig évente találkoznak Abasáron.

## Rendezvények

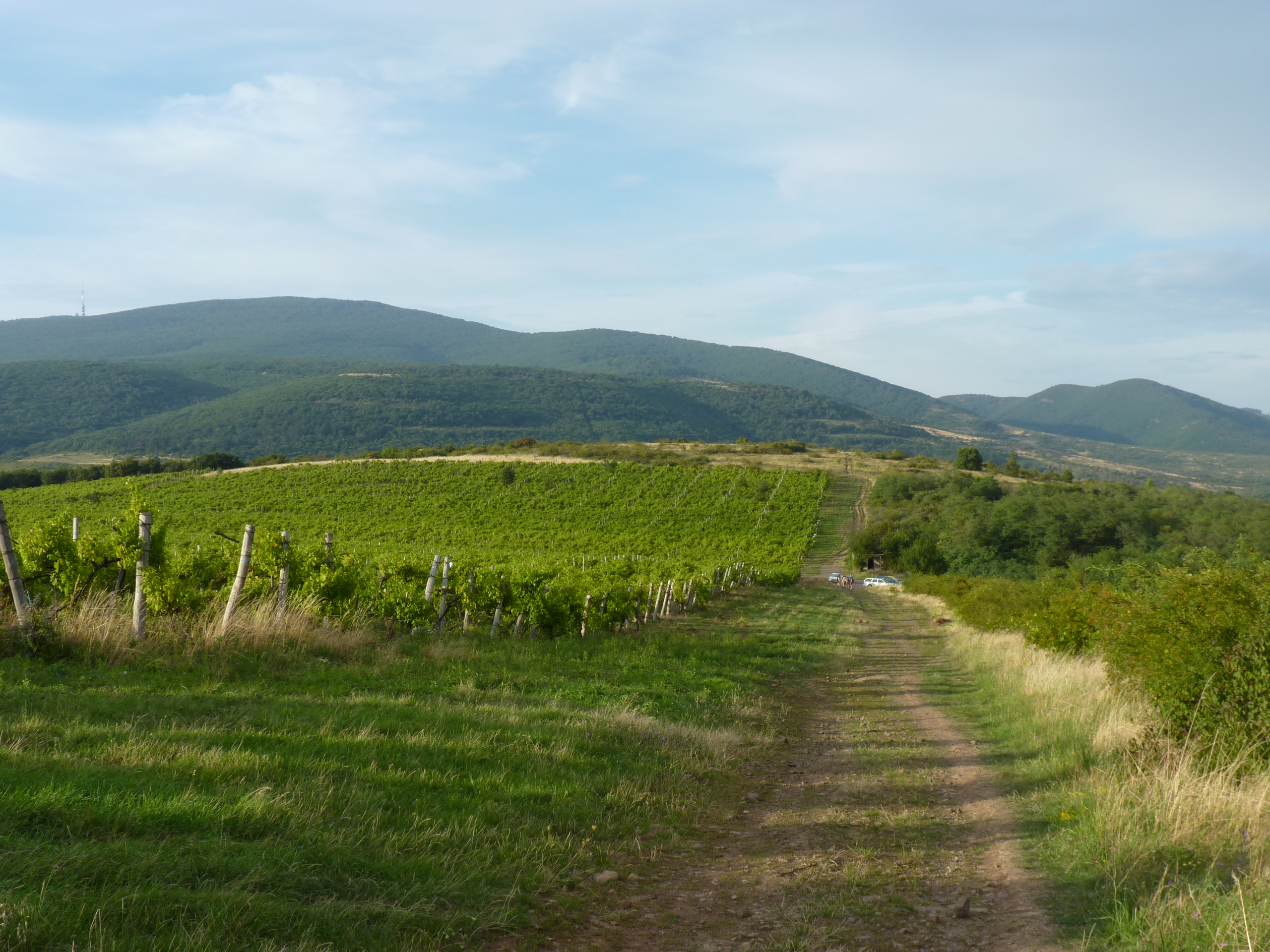
Szőlők Abasár felett, háttérben a Mátra

- Egy időben évente megrendezték az abasári katona- és bordal-fesztivált.
- Korábban ugyancsak minden év augusztus 20-án falunapot is tartottak a településen.

## Sportélete
- Labdarúgás: Az Abasár SE 1955-ben alakult. A Heves megyei II. osztályban szerepel.
- Kjokusin karate: a Tekeres SK 1993-ban alakult.
- Íjászat.

## Testvértelepülések
- Kászonaltíz, Székelyföld
- Seefeld-Kadolz, Ausztria